# Riverside-Geysir
Koordinaten: 44° 28′ 25″ N, 110° 50′ 26″ W

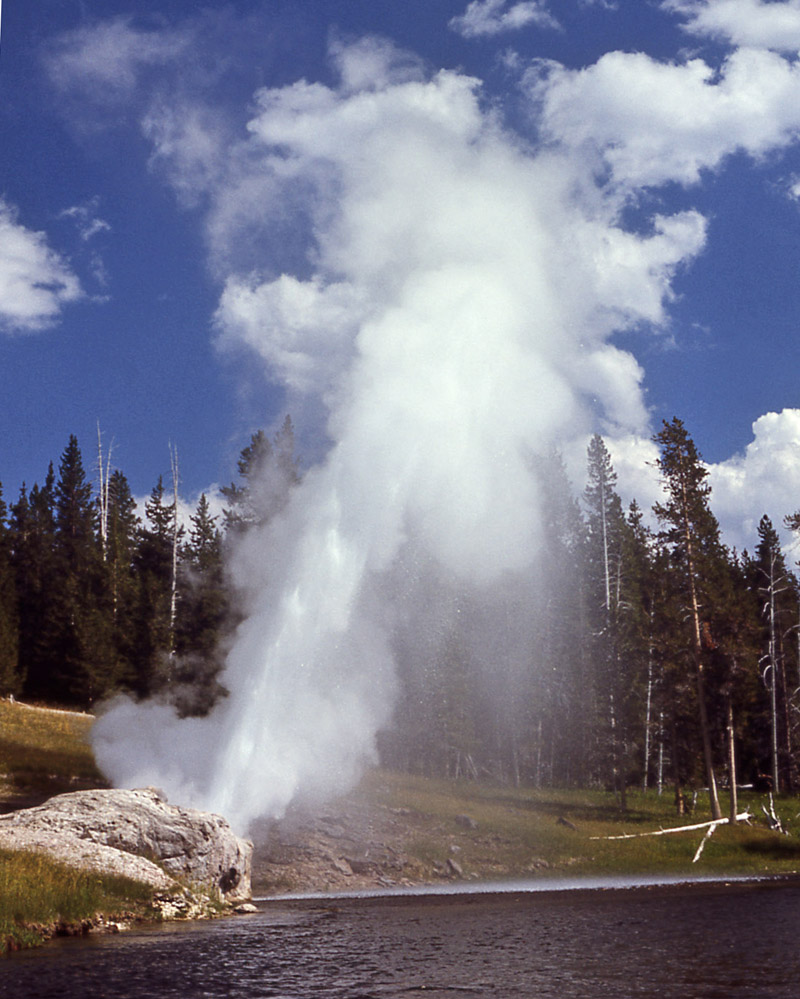
Eruption, 1970

Der Riverside Geysir ist ein Geysir im Yellowstone-Nationalpark im US-Bundesstaat Wyoming.
Der Geysir befindet sich am Firehole River im Oberen Geysir-Becken und schießt Wasserdampf und Wasser in bis zu 23 m Höhe bogenförmig über den Fluss. Die Eruption kommt alle 5½–6½ Stunden vor und dauert ca. 20 Minuten, angekündigt wird sie etwa ein bis zwei Stunden vorher, da dann bereits Wasser aus dem Geysir fließt. Benannt wurde der Geysir 1871 bei der Hayden-Expedition.

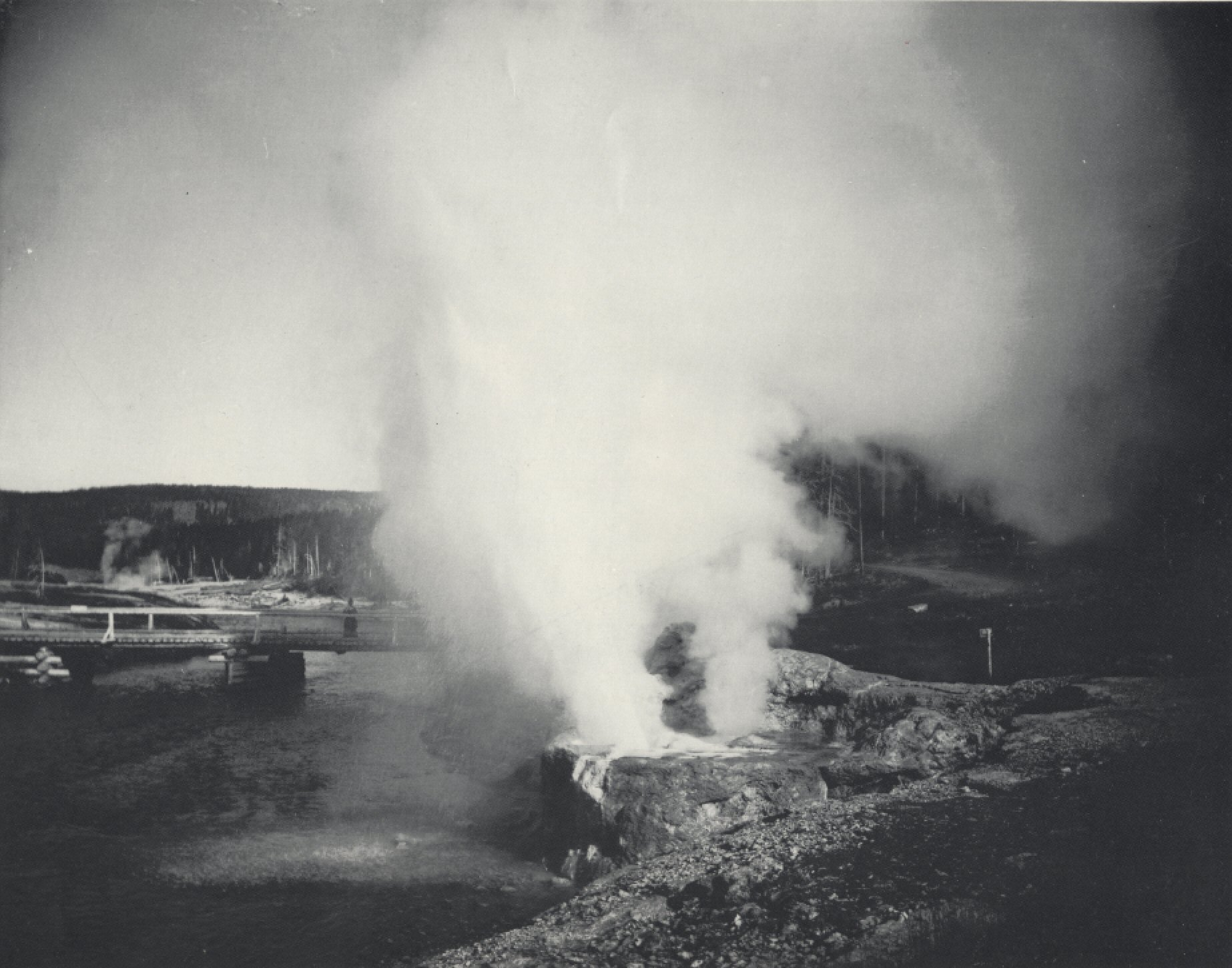
1896, Foto von F. Jay Haynes
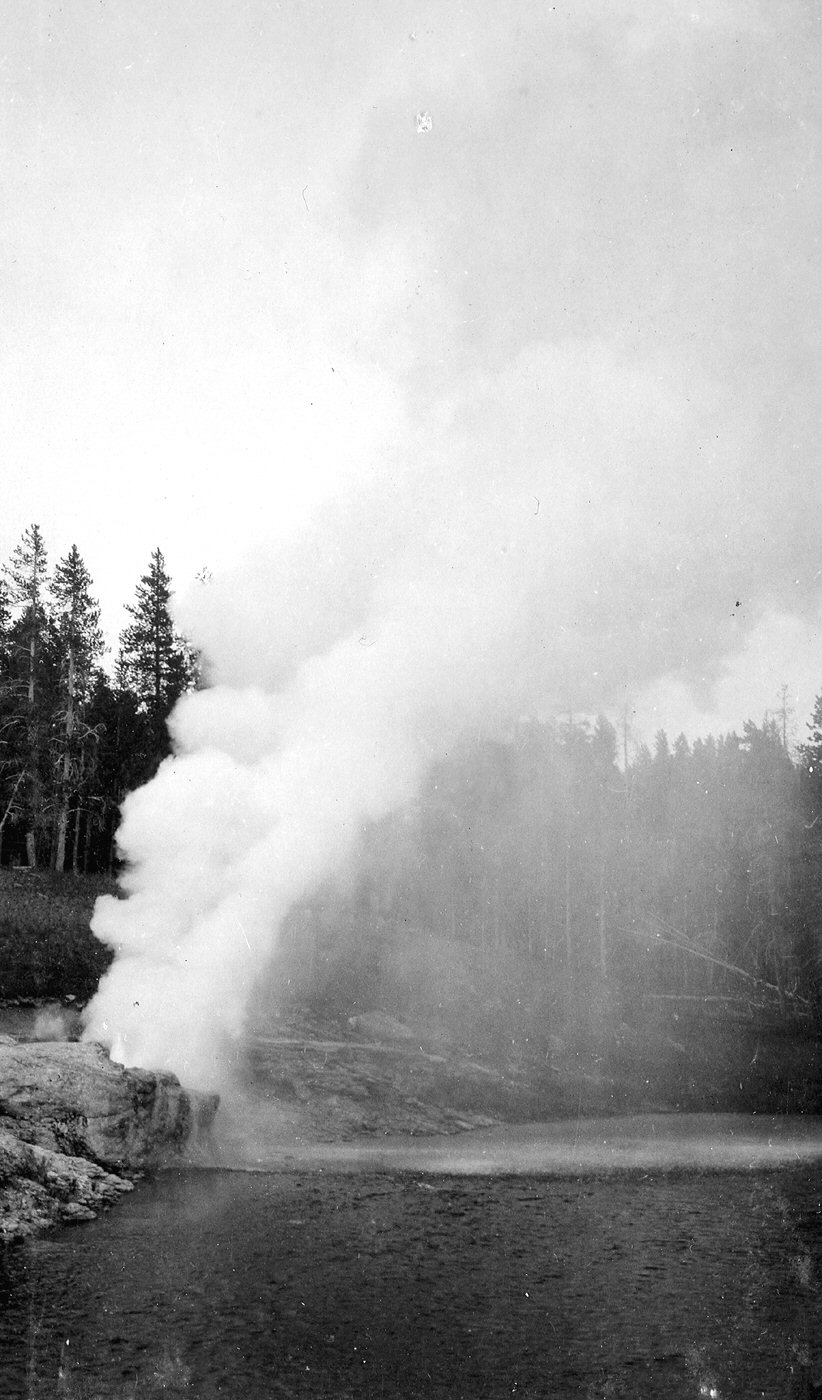
Eruption, 1922
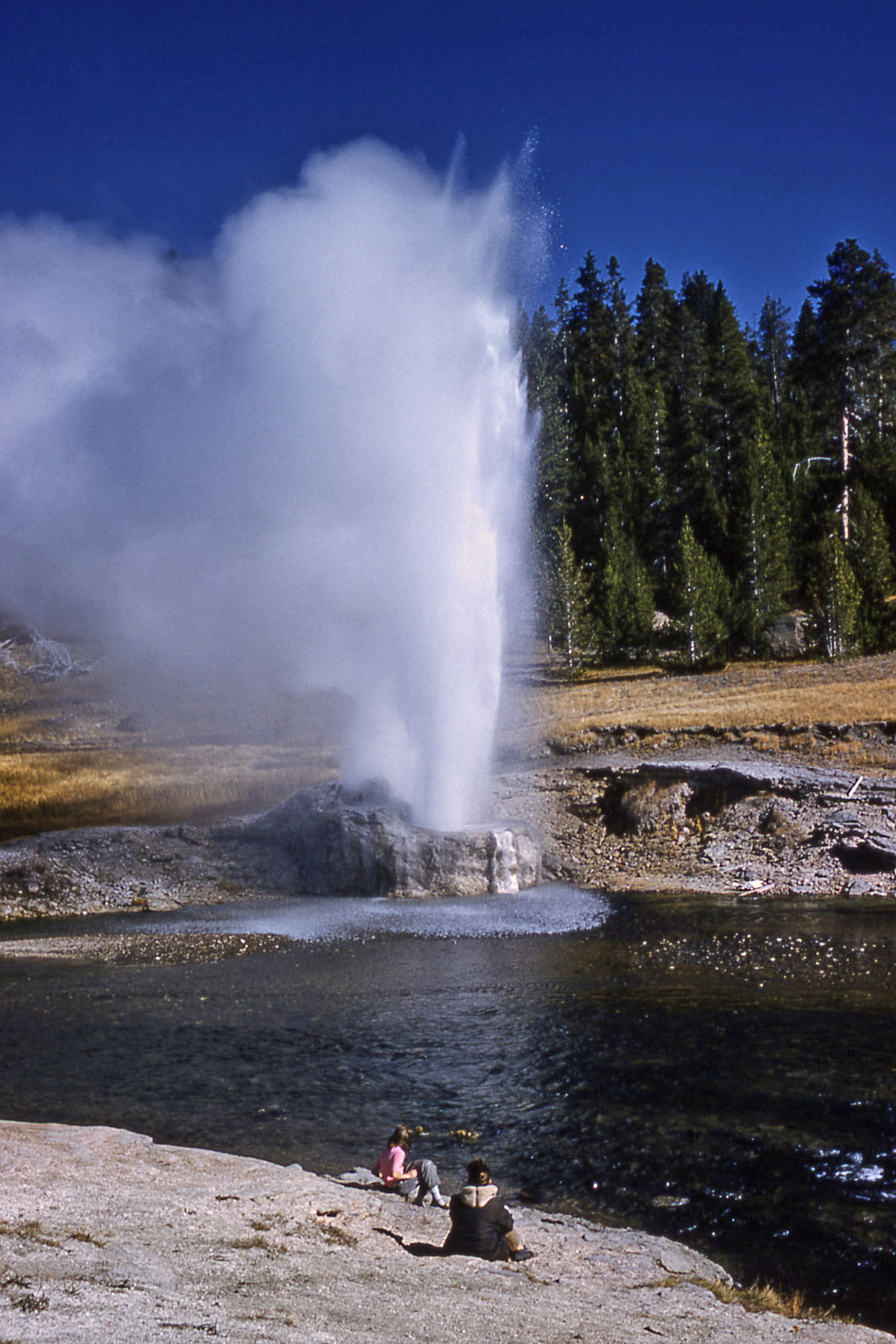
Eruption 1959